# Wojewodowie płoccy
Wojewodowie księstwa płockiego i województwa płockiego I Rzeczypospolitej
- Wszebor 1138–1161[1]
- Żyra 1161–1168
- Krystyn 1200–1217
- Arnold 1219–1228
- Bogusza 1228–1241
- Ścibor1241
- Paweł1250–1254
- Menera 1260
- Gedko 1278–1298
- Jan 1300
- Ziemak Bieliński, 1303–1305
- Paweł 1345
- Dadźbóg 1349–1363
- Krystyn 1367–1382
- Abraham Socha 1383–1399
- Krystyn 1401–1404
- Stanisław Grad Szreński 1412–1438
- Andrzej Wydżga 1441–1444
- Prandota z Żelechlina 1444–1466
- Ninogniew z Kryska 1466–1468
- Krzysztof Kępski 1469–1483
- Mikołaj Kępski od 1483
- Jan Grot z Nowego Miasta (zm. przed 1489)
- Ninogniew Kryski 1496–1507
- Stanisław Szreński 1507–1510
- Wojciech Obornicki 1510–1512
- Andrzej Radziejowski 1512–1516
- Andrzej Niszczycki 1516–1532
- Feliks Srzeński 1532–1554
- Stanisław Niszczycki 1554–1556
- Aleksander Iłowski 1556–1561
- Arnolf Uchański 1561–1575
- Piotr Potulicki 1576–1582
- Grzegorz Zieliński 1582–1599
- Stanisław Krasiński 1600–1617
- Jan Stanisław Karnkowski 1617–1647
- Jan Kazimierz Krasiński 1648–1658
- Stanisław Laskowski 1658–1661
- Janusz Wessel 1662–1669
- Samuel Jerzy Prażmowski 1669–1688
- Jan Dobrogost Krasiński 1688–1716
- Franciszek Jan Załuski przed 1719[2]–1735
- Mikołaj Jan Podoski 1736–1761
- Józef Antoni Podoski 1761–1778
- Teodor Kajetan Szydłowski 1779–1791
- Ignacy Zboiński 1791–1793